# モンターノ・ルチーノ
モンターノ・ルチーノ（伊: Montano Lucino）は、イタリア共和国ロンバルディア州コモ県にある、人口約5,300人の基礎自治体（コムーネ）。

## 地理

### 位置・広がり
コモ県のコムーネ。県都コモから西南西へ5kmの距離にある。

#### 隣接コムーネ
隣接するコムーネは以下の通り。
- コーモ
- コルヴェルデ
- グランダーテ
- サン・フェルモ・デッラ・バッターリア
- ヴィッラ・グアルディア

### 地震分類
イタリアの地震リスク階級 (it) では、4 に分類される
。

## 行政

### 分離集落
モンターノ・ルチーノには、以下の分離集落（フラツィオーネ）がある。
- Arcissa, Casarico, Cantalupo, Cima, Crignola, Dosso, Grisonno, La Cà, Lovesana, Lucinasco, Lucino al basso, Mezzomanico, Lucino al Monte, Montano, Trivino, Vitello